# Terza guerra mondiale (Star Trek)
Nell'universo di Star Trek, la terza guerra mondiale è una immaginaria guerra nucleare che ha devastato la maggior parte della Terra nella metà del XXI secolo.

## L'ultima, ma davvero ultima, delle guerre
Le guerre eugenetiche, come descritte nell'episodio della serie classica Spazio profondo, hanno luogo negli anni novanta del XX secolo e vengono riferite come "l'ultima guerra mondiale così chiamata".
Nella serie Star Trek: The Next Generation tuttavia si stabilisce che la terza guerra mondiale fu un conflitto separato del XXI secolo.
Nella serie Star Trek: Voyager invece sembra che il conflitto non sia globale: in un doppio episodio della serie, la USS Voyager e il suo equipaggio si ritrovarono a Los Angeles nel 1996, dove sembrava che la guerra non fosse arrivata.
Una serie di racconti non canonici menzionano la teoria alternativa che le guerre eugenetiche erano sconosciute per la maggior parte delle persone e che molte fonti provavano piuttosto dei conflitti regionali/locali e disastri naturali.

## Personaggi chiave
Un filosofo del tempo è Liam Dieghan, fondatore del movimento Neo-Trascendentalista. Dieghan predica un ritorno alla vita semplice, più in armonia con la natura.
Uno dei personaggi chiave della Guerra è il Colonnello Phillip Green, che conduce una violenta fazione di ecoterrorismo durante la guerra. La sua azione porta alla morte di circa 37 milioni di persone. Inoltre, dopo la fine della guerra, Green ordina personalmente la morte di migliaia di vittime dell'avvelenamento da radiazioni, nel tentativo di mantenere 'puro' e libero da mutazioni il genoma umano.
Un'altra delle maggiori fazioni del conflitto è la Coalizione Orientale (l'ECON - Eastern Coalition). La vera natura dell'ECON non è mai rivelata, ma apparentemente è una della principali fazioni del conflitto.

## Conclusione
L'esatta data di fine del terrore postatomico è incerta. Il film Primo contatto, che è ambientato nel 2063, implica che la guerra era già conclusa dal 2053, ma nel primo episodio di Star Trek: The Next Generation Q menziona che la prova alla quale stava sottoponendo l'equipaggio della USS Enterprise-D era basata su un conflitto dell'anno 2079.
Si pensa che molti crimini di guerra commessi all'alba della terza guerra mondiale da vari governi siano commessi a causa di fatti successi durante la seconda guerra mondiale. Deanna Troi dice a Zefram Cochrane che cinquant'anni dopo il Primo Contatto del 2063, guerra, povertà e malattie sarebbero scomparse dalla Terra. Dopo circa 100 anni da quando Cochrane sviluppa il primo veicolo a velocità curvatura e, grazie soprattutto all'incontro con la prima specie aliena, i Vulcaniani, l'umanità aveva risolto la maggior parte dei problemi che la affliggevano da secoli, e lavora sodo per entrare a far parte della comunità interstellare.
La conclusione della guerra non è mai presentata in dettaglio, comunque Lily Sloane menziona che fu dichiarato un cessate il fuoco.
In questa guerra muoiono attorno ai 600 milioni di persone. Nel periodo postatomico, gran parte della Terra torna ad uno stato barbarico e vengono adottati provvedimenti draconiani fino quasi a negare tutti i diritti fondamentali dell'individuo. Viene fatto un grande sforzo per mantenere la legge durante questo periodo, il che alla fine serve a qualcosa. Le Nuove Nazioni Unite sbandano nel 2079 dopo aver fallito un tentativo di trattato di pace globale (come menzionato dal capitano Jean-Luc Picard).

Nella serie classica Spock afferma che morirono 37 milioni di persone durante la terza guerra mondiale, ma in un film del franchise il primo ufficiale William Riker della USS Enterprise E parla di 
 anche se le fonti registrate della Federazione Unita dei Pianeti in quel periodo vengono descritte come "frammentarie".
In seguito i 37 milioni di vittime alle quali si riferisce Spock sono attribuite al Colonnello Green in persona piuttosto che all'intero conflitto.

## Dopo il conflitto
A seguire la guerra, alcuni governi minori rimanenti (come gli Stati Uniti d'America) guidano la Terra verso una lenta ripresa. Le ricerche scientifiche continuano comunque; nel 2063 è sviluppato il primo motore a curvatura seguito dal primo contatto con i Vulcaniani, e a chiudere il capitolo del periodo postbellico sorge la speranza e la prosperità. Viene formata la United Earth Space Probe Agency nel 2067, la quale lancia la prima sonda senza equipaggio "Friendship One" e, a seguire, il vascello spaziale S.S. Valiant.